# Itonama
L'itonama o sihnipadara (en itonama: sihni pandara 'la nostra llengua') és una llengua no classificada de Bolívia que en l'actualitat està pràcticament extingida, tot i que el grup ètnic itonama consta de diversos milers de persones.
Des de la promulgació del decret suprem núm. 25894 l'11 de setembre de 2000, l'itonama és una de les llengües indígenes oficials de Bolívia. Va ser inclòs en la Constitució Política promulgada el 7 de febrer de 2009.

## Ús i distribució
L'ILV va treballar en la llengua itonama a la dècada de 1960. Per aquesta època quedaven uns 10 parlants monolingües, 100 parlants bilingües i entre 150 i 200 persones que entenien l'itonama però parlaven espanyol. Tots eren residents de Magdalena, San Ramón i Huacaraje, així com els seus voltants, a les províncies d'Iténez i Mamoré, en el departament de Beni. Actualment la llengua només és parlada per uns pocs al poble de Magdalena al riu Itonamas, afluent del riu Iténez (o Guaporé).
Els parlants que eren fluids en la llengua tenen actualment més de 80 anys i solien parlar la llengua amb ancians majors que ells, però, en l'actualitat ja no usen la llengua per parlar entre ells.

## Classificació
L'itonama usualment es considera una llengua aïllada o un llengua no classificada que no presenta parentiu amb els seus veïns. Greenberg (1987) la classifica temptativament dins el grup paezano dins el grup chibchano-paezano, encara que la majoria d'especialistes consideren que no hi ha evidència sòlida en favor d'això. No s'ha presentat cap evidència de parentiu, encara que el projecte de comparació sistemàtica ASJP suggereix que hi ha certa similitud lèxica amb el movima, una altra llengua aïllada de Bolívia. Això podria ser degut a un parentiu filogenètic llunyà o potser a un procés de préstec lèxic.